# بود پوبوکووسکیه
بود پوبوکووسکیه (به لهستانی:  Budy Pobyłkowskie) یک روستا در لهستان است که در گمینا پوکژونگتسا واقع شده‌است.